# Associazione Calcio Novara 1953-1954
Questa voce raccoglie le informazioni riguardanti l'Associazione Calcio Novara nelle competizioni ufficiali della stagione 1953-1954.

## Rosa
| N. |                   | Ruolo | Calciatore           |
| -- | ----------------- | ----- | -------------------- |
|    | Italia (bandiera) | P     | Ivano Corghi         |
|    | Italia (bandiera) | P     | Fausto Lena          |
|    | Italia (bandiera) | D     | Giuseppe Della Frera |
|    | Italia (bandiera) | D     | Battista Corbani     |
|    | Italia (bandiera) | C     | Ambrogio Baira       |
|    | Italia (bandiera) | C     | Silvio Feccia        |
|    | Italia (bandiera) | C     | Rino De Togni        |
|    | Italia (bandiera) | C     | Luigi Molina         |
|    | Italia (bandiera) | C     | Roberto Passarin     |
|    | Italia (bandiera) | C     | Renato Miglioli      |
|    | Italia (bandiera) | C     | Stelvio Della Casa   |

| N. |                     | Ruolo | Calciatore       |
| -- | ------------------- | ----- | ---------------- |
|    | Italia (bandiera)   | A     | Umberto Renica   |
|    | Italia (bandiera)   | A     | Piero Pombia     |
|    | Italia (bandiera)   | A     | Marco Savioni    |
|    | Germania (bandiera) | A     | Ludwig Janda     |
|    | Italia (bandiera)   | A     | Andrea Marzani   |
|    | Paraguay (bandiera) | A     | Dionisio Arce    |
|    | Italia (bandiera)   | A     | Goffredo Colombi |
|    | Italia (bandiera)   | A     | Silvio Piola     |
|    | Italia (bandiera)   | A     | Farnese Masoni   |
|    | Italia (bandiera)   | A     | Adriano Manzino  |

## Risultati

### Serie A

#### Girone di andata
| 13 settembre 1953 1ª giornata | Novara | 4 – 2 referto | SPAL |  |

| 20 settembre 1953 2ª giornata | Milan | 0 – 0 referto | Novara |  |

| 27 settembre 1953 3ª giornata | Novara | 2 – 1 referto | Lazio |  |

| 4 ottobre 1953 4ª giornata | Torino | 1 – 0 referto | Novara |  |

| 11 ottobre 1953 5ª giornata | Novara | 0 – 0 referto | Udinese |  |

| 18 ottobre 1953 6ª giornata | Atalanta | 1 – 1 referto | Novara |  |

| 25 ottobre 1953 7ª giornata | Genoa | 2 – 0 referto | Novara |  |

| 1 novembre 1953 8ª giornata | Novara | 0 – 0 referto | Fiorentina |  |

| 8 novembre 1953 9ª giornata | Roma | 3 – 0 referto | Novara |  |

| 22 novembre 1953 10ª giornata | Novara | 1 – 0 referto | Bologna |  |

| 29 novembre 1953 11ª giornata | Sampdoria | 3 – 1 referto | Novara |  |

| 6 dicembre 1953 12ª giornata | Novara | 3 – 0 referto | Palermo |  |

| 20 dicembre 1953 13ª giornata | Novara | 2 – 3 referto | Inter |  |

| 27 dicembre 1953 14ª giornata | Juventus | 0 – 0 referto | Novara |  |

| 3 gennaio 1954 15ª giornata | Novara | 1 – 1 referto | Napoli |  |

| 10 gennaio 1954 16ª giornata | Novara | 2 – 0 referto | Triestina |  |

| 17 gennaio 1954 17ª giornata | Legnano | 5 – 1 referto | Novara |  |

#### Girone di ritorno
| 31 gennaio 1954 18ª giornata | SPAL | 2 – 1 referto | Novara |  |

| 7 febbraio 1954 19ª giornata | Novara | 1 – 1 referto | Milan |  |

| 14 febbraio 1954 20ª giornata | Lazio | 2 – 1 referto | Novara |  |

| 21 febbraio 1954 21ª giornata | Novara | 1 – 1 referto | Torino |  |

| 28 febbraio 1954 22ª giornata | Udinese | 1 – 1 referto | Novara |  |

| 7 marzo 1954 23ª giornata | Novara | 0 – 4 referto | Atalanta |  |

| 14 marzo 1954 24ª giornata | Novara | 2 – 0 referto | Genoa |  |

| 21 marzo 1954 25ª giornata | Fiorentina | 2 – 0 referto | Novara |  |

| 28 marzo 1954 26ª giornata | Novara | 2 – 0 referto | Roma |  |

| 4 aprile 1954 27ª giornata | Bologna | 2 – 0 referto | Novara |  |

| 18 aprile 1954 28ª giornata | Novara | 3 – 0 referto | Sampdoria |  |

| 25 aprile 1954 29ª giornata | Palermo | 1 – 1 referto | Novara |  |

| 2 maggio 1954 30ª giornata | Inter | 3 – 1 referto | Novara |  |

| 9 maggio 1954 31ª giornata | Novara | 0 – 1 referto | Juventus |  |

| 16 maggio 1954 32ª giornata | Napoli | 5 – 1 referto | Novara |  |

| 23 maggio 1954 33ª giornata | Triestina | 3 – 1 referto | Novara |  |

| 30 maggio 1954 34ª giornata | Novara | 0 – 0 referto | Legnano |  |

## Statistiche

### Statistiche di squadra
| Competizione | Punti | In casa | In casa | In casa | In casa | In casa | In casa | In trasferta | In trasferta | In trasferta | In trasferta | In trasferta | In trasferta | Totale | Totale | Totale | Totale | Totale | Totale | DR  |
| Competizione | Punti | G       | V       | N       | P       | Gf      | Gs      | G            | V            | N            | P            | Gf           | Gs           | G      | V      | N      | P      | Gf     | Gs     | DR  |
| ------------ | ----- | ------- | ------- | ------- | ------- | ------- | ------- | ------------ | ------------ | ------------ | ------------ | ------------ | ------------ | ------ | ------ | ------ | ------ | ------ | ------ | --- |
| Serie A      | 27    | 17      | 8       | 6       | 3       | 24      | 14      | 17           | 0            | 5            | 12           | 10           | 36           | 34     | 8      | 11     | 15     | 34     | 50     | -16 |

### Statistiche dei giocatori
| Giocatore      | Serie A  | Serie A |
| Giocatore      | Presenze | Reti    |
| -------------- | -------- | ------- |
| D. Arce        | 14       | 6       |
| A. Baira       | 33       | 0       |
| G. Colombi     | 13       | 1       |
| B. Corbani     | 1        | 0       |
| I. Corghi      | 29       | -39     |
| S. Della Casa  | 1        | 0       |
| G. Della Frera | 4        | 0       |
| R. De Togni    | 32       | 0       |
| S. Feccia      | 33       | 0       |
| L. Janda       | 20       | 4       |
| F. Lena        | 5        | -11     |
| A. Manzino     | 1        | 0       |
| A. Marzani     | 16       | 7       |
| F. Masoni      | 5        | 1       |
| R. Miglioli    | 21       | 4       |
| L. Molina (II) | 30       | 0       |
| R. Passarin    | 23       | 1       |
| S. Piola       | 9        | 5       |
| P. Pombia      | 31       | 0       |
| U. Renica      | 31       | 2       |
| M. Savioni     | 22       | 3       |